# (5146) Moiwa
(5146) Moiwa (1992 BP) – planetoida z pasa głównego asteroid okrążająca Słońce w ciągu 4,55 lat w średniej odległości 2,74 j.a. Odkryta 28 stycznia 1992 roku.